# Perichlaena
Perichlaena, monotipski biljni rod iz porodice katalpovki smješten u tribus paleotropske klade . Jedina je vrsta P. richardii, grmovita penjačica sa sjevera otoka Madagaskara. 

## Opis
Perichlaena richardii Baill. je endemična vrsta poznata kao antsemby. Ova grmolika lijana s tamnoljubičastim cvjetovima i plodovima u obliku kapsule raste u listopadnim sezonskim šumama i sušnim brdima, na sjeveru Madagaskara.